# شراتينفلو
شراتينفلو (بالإنجليزية: Schrattenfluh)‏ هو أحد جبال سلسلة جبال الألب إيمينتال ويقع في كانتون لوسيرن في سويسرا. يحتل المرتبة رقم 369 في قائمة جبال سويسرا من حيث الارتفاع، إذ يبلغ ارتفاعه حوالي 2092 متر، بينما يبلغ ارتفاع نتوء الجبل 776 متر.